# Thoiry (Ain)
Thoiry es una comuna francesa situada en el departamento de Ain, en la región de Auvernia-Ródano-Alpes.
Es parte del área metropolitana transnacional de la ciudad suiza de Ginebra, conocida como Gran Ginebra (en francés, Grand Genève).

## Demografía
| 1130 | 1438 | 1859 | 2112 | 3015 | 4063 | 6136 |
| Para los censos de 1962 a 1999 la población legal corresponde a la población sin duplicidades (Fuente: INSEE [Consultar]) |      |      |      |      |      |      |

## Economía
El centro comercial Val Thoiry dispone de 70 tiendas, incluyendo Decathlon y H&M. Además cuenta con un hipermercado y varios restaurantes y cafeterías.